# Phytomyza mutellinae
Phytomyza mutellinae är en tvåvingeart som beskrevs av Beiger 1961. Phytomyza mutellinae ingår i släktet Phytomyza och familjen minerarflugor.
Artens utbredningsområde är Polen. Inga underarter finns listade i Catalogue of Life.